# Fitka
Fitka (bieda, fiutka, dziod, pitucha) –  prosta zupa jarzynowa, wywar jarzynowy, gotowany bez mięsa na bazie ziemniaków, marchwi, pietruszki lub pasternaku, selera. Pierwotnie w jej skład wchodziły jarzyny i woda, obecnie spotyka się fitkę okraszoną przesmażoną słoniną. Do fitki można również dodać ugotowaną osobno kiszoną kapustę. Charakterystyczna dla Zagłębia Dąbrowskiego, ale znana również na pograniczu Małopolski i Górnego Śląska. 
Fitka była szybką do przygotowania zupą podawaną na wsi w dni powszednie. 

## Fitka z Lelowic
Zupa wpisana na listę produktów tradycyjnych województwa małopolskiego. 

## Fitka kazimierska
Zupa wpisana na listę produktów tradycyjnych województwa świętokrzyskiego. 